# Паньгуїт
Паньгуїт (англ. Panguite) — мінерал з класу оксидів, вперше виявлений як включення у метеориті Альєнде і описаний у 2012 році.
Сам мінерал та його назву затверджено «Комісією щодо нових мінералів, номенклатури і класифікації» Міжнародної мінералогічної асоціації (IMA 210—057). Мінерал отримав назву на честь Пань-Гу, китайського божества-творця світу, що натякає відношення цього мінералу до одного з перших твердих матеріалів у Сонячній системі.

## Склад
Хімічна формула паньгуїту (Ti4+,Sc, Al, Mg, Zr, Ca)1.8O3, тобто у його складі наявні титан, скандій, алюміній, манган, цирконій, кальцій та оксиген. Деякі зразки, отримані з метеориту, виявились багатими на цирконій. Мінерал знайдений у сполученні з раніше ідентифікованим мінералом давісітом, в утльтра-вогнетривкому включенні в агрегаті олівіну.

## Властивості
Гранули паньгуїту мають розміри від 1,8 мкм до 500 нм і є надто малими для того, щоб можна було провести достатньо детальне його дослідження. Втім, визначено, що цей мінерал непрозорий і має щільність 3,746 кг/см³.
Синтетичний (Ti4+,Sc, Al, Mg, Zr, Ca)1.8O3 невідомий. Таким чином, паньгуїт не лише новий мінерал, а й новий матеріал. Очікується, що він має бути доволі вогнетривким.